# تريترا
تُرَيْتِرة (تعرف أيضاً بـتريترة الغولة، هُرَيْهِرة) هي قصة أسطورية متداولة شعبياً في شمال نجد في منطقة حائل، لعجوز شمطاء آكلة للحوم البشر وخصوصاً الفتيات، تُقص على الأطفال والمراهقين لغرض إخافتهم من الوثوق بالغرباء. تتضمن القصة بعض الأبيات النبطية على طريقة الحكايا الشعبية، وترتبط بالمثل الشعبي المعروف (حزيمات تريترة).

## القصة
تحكي القصة أن ثلاث فتيات في البادية يسرحن بأغنام أهاليهن حتى وصلن لغدير، فجاءتهن عجوز تدعى تريترة على أتان، وأصبحت تكلمهن وتتودد لهن ثم حاولت استدراج الفتيات من خلال إغرائهن ببعض الأعشاب التي يعشقها البدو بالقرب من بيتها. فذهبن معها الفتيات بعد تردد، وكل مرة يسألنها عن مكان بيتها، ترد لهن: «وراء تلك الحُزُوم القريبة». وهو الذي ربط القصة بالمثل المشهور (حزيمات تريترة). وصلوا لبيتها أخيراً، وكانت المفاجأة أن أروقة البيت كانت مصنوعة من جلود البشر، وأطنابه وأعمدته من عظام الرجال، وحبال البيت مصنوع من شعر البنات. فأمسكتهن وقيدتهن بمساعدة ولد لها، وجعلته يحرس الفتيات، وذهبت لتبرد أسنانها لكي تأكلهن. تستمر القصة بهرب الفتيات بعدما قامت أصغرهن بالاحتيال على ابن تريترة.، ولحاق تريترة بأصغرهن واحتجازها في حجر. وتختلف النهاية من لسان لأخر، منها أن أخاها جاء وأنقذها بعدما قتل الغولة.

## في الرواية الشعبية
تختلف القصة في روايتها على اللسان الشعبي وتتخللها أحياناً أبيات نبطية، وترتبط بالمثل المعروف (حزيمات تريترة)، وتنتشر الرواية في منطقة حائل خصوصاً وفي شمالها. كغيرها من الأساطير والرويات الشعبية، يعتقد أن هذه الأسطورة تستخدم لتخويف الأطفال من الوثوق بالغرباء أو الذهاب بعيداً عن أنظار أهاليهم، وغالباً ما تقصها العجائز والأمهات على الأطفال.